# 郭爱玲
郭爱玲（1954年6月—），女，汉族，广东广州人，中华人民共和国政治人物，中国民主建国会会员，第十二届全国人民代表大会山东地区代表。

## 生平
郭爱玲毕业于兰州大学中文专业。2012年5月起，担任民建山東省委會主任委員。2013年，担任全国人大代表。2013年1月，任山东省政协副主席。2018年2月24日，当选为第十三届全国人大代表。